# كلينت هيل (لاعب دوري الرغبي)
كلينت هيل (بالإنجليزية: Clint Hill)‏ هو لاعب دوري الرغبي أسترالي، ولد في 26 أبريل 1981.